# Probischna
Probischna (ukrainisch Пробіжна; russisch Пробежная/Probeschnaja, polnisch Probużna) ist ein Dorf im Rajon Tschortkiw der Oblast Ternopil im Westen der Ukraine etwa 20 Kilometer östlich der Rajonshauptstadt Tschortkiw und 65 Kilometer südöstlich der Oblasthauptstadt Ternopil am Fluss Nitschlawa gelegen.

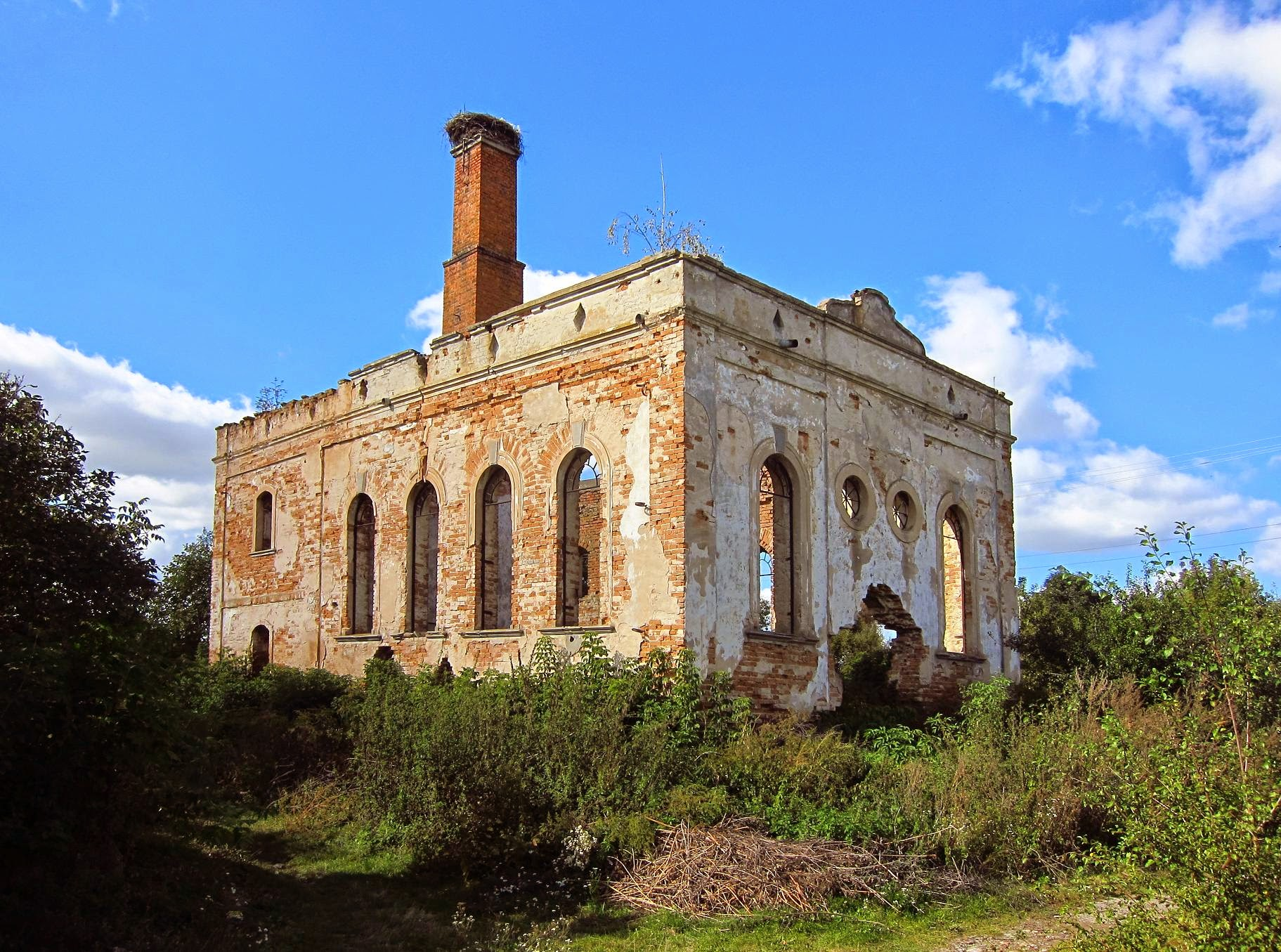
Ruine der Synagoge im Ort

Der Ort wurde im 17. Jahrhundert gegründet und lag zunächst in der Woiwodschaft Podolien als Teil der Adelsrepublik Polen. Von 1772 bis 1918 gehörte er, mit Unterbrechung zwischen 1810 und 1815, als er als Teil des Tarnopoler Kreises an Russland abgetreten werden musste, unter seinem polnischen Namen Probużna zum österreichischen Galizien. 1785 wurde ihm der Status eines Marktstädtchen zuerkannt.
Nach dem Ende des Ersten Weltkrieges kam der Ort zu Polen (in die Woiwodschaft Tarnopol, Powiat Kopyczyńce, Gmina Probużna), wurde im Zweiten Weltkrieg ab September 1939 von der Sowjetunion und dann ab Sommer 1941 bis 1944 von Deutschland besetzt, hier wurde der Ort in den Distrikt Galizien eingegliedert. Während der Sowjetischen Besetzung Ostpolens wurde dem Ort der Stadtstatus aberkannt und im Januar 1940 zur Rajonshauptstadt des Rajons Probischna bestimmt. Dieser Rajon bestand dann mit Unterbrechung während der deutschen Besatzung bis 1959, als er zu großen Teilen in den Rajon Tschortkiw integriert wurde.
Nach dem Ende des Krieges wurde der Ort der Sowjetunion zugeschlagen, dort kam das Dorf zur Ukrainischen SSR und ist seit 1991 ein Teil der heutigen Ukraine. Nach dem Zweiten Weltkrieg wurde das bis dahin selbstständige Dorf Hrynkiwzi (Гриньківці, polnisch Hryńkowce) eingemeindet.
In der Nacht vom 4. auf den 5. Juli 2000 zerstörte und beschädigte ein Wirbelsturm 740 Gebäude im Ort.
Am 12. Juni 2020 wurde das Dorf ein Teil neu gegründeten Landgemeinde Kolyndjany, bis dahin bildete es die Landratsgemeinde Probischna (Пробіжнянська сільська рада/Probischnja silska rada) im Osten des Rajons Tschortkiw.